# Ursoaia, Iași
Ursoaia este un sat în comuna Românești din județul Iași, Moldova, România.